# Dienstanweisung an deutsche Presse-Attachées in ausländischen Botschaften 1935
Die Dienstanweisung an deutsche Presse-Attachées in ausländischen Botschaften 1935 war eine Anweisung der Ausführung der Tätigkeiten für das Reichsministerium für Volksaufklärung und Propaganda seit Anfang des Jahres 1935.
Die Dienstanweisung wurde vom Reichsminister für Volksaufklärung und Propaganda und dem Reichsminister des Auswärtigen bzw. ihren Bevollmächtigten Anfang des Jahres 1935 unterschrieben und an die Presse-Attachées (PAs) der deutschen Botschaften im Ausland überbracht. Die Anweisung umfasste sechs Punkte.

## Aufgabe
Die Attachées hatten die Aufgabe, die Stimmung der ausländischen Bevölkerung bezüglich der deutschen Sozial-, Kultur- und Innenpolitik zu erfassen und diese zu beurteilen. In erster Linie sollte dabei die ausländische Presse in ihrer Berichterstattung herangezogen werden. Aber auch alle Ereignisse und Vorgänge, die für die deutsche Reichsregierung von Bedeutung sein könnten, sollten berichtet werden. Dabei war der Aspekt besonders zu berücksichtigen, welcher im Zusammenhang mit der „nationalen Bewegung in Deutschland“ stand.

## Arbeitsablauf
Die PAs erhielten ihre Anweisungen vom Propagandaministerium, wobei diese in Abstimmung mit dem Auswärtigen Amt erteilt wurden. Die PAs unterstanden in der ausländischen Botschaft der Dienstaufsicht des Missionschefs oder dessen Stellvertreter, deren Aufträge sie auszuführen hatten. Diese waren für die Zeit ihres Einsatzes die direkten Vorgesetzten, unabhängig von ihrem arbeitsrechtlichen Dienstverhältnis zum Propagandaministerium.
Die PAs hatten alle ihre Beobachtungen oder erlangten Nachrichten, die von pressepolitischer oder politischer Bedeutung waren, dem Missionschef mitzuteilen. Dieser wiederum war verpflichtet, dem PA die laufende Lage zu erläutern.
Die ganzen Berichte waren dem Propagandaministerium über den Dienstweg des Missionschefs zu übermitteln. Ein Durchschlag des jeweiligen Berichts ging an das Auswärtige Amt, wobei die Berichte unabhängig von der Mission erstellt werden mussten. Allerdings sollte eine doppelte Berichterstattung vermieden werden. Die dabei notwendigen Anweisungen des Propagandaministeriums sollten über das Auswärtige Amt erfolgen.
Die telegraphische Übermittlung der Berichterstattung durfte nur über das in der Mission vorhandene Chiffriersystem oder ähnlicher Einrichtungen erfolgen.

## Kompetenzkonflikte
Durch die doppelte Unterstellung sowohl unter das Auswärtige Amt als auch unter das Propagandaministerium wurde der zunächst (bis 2. Februar 1938) vom Propagandaministerium dominierte, nach der Ernennung des später als Hauptkriegsverbrecher gehenkten Joachim von Ribbentrop zum Außenminister heftig geführte Konflikt über die Weisungsbefugnis zu einer Dauererscheinung. Dieser Konflikt ist dem Herrschaftssystem Hitlers immanent gewesen, der damit seine Position als letztlich allein entscheidender Diktator festigte. Für die Zeit von 1938 bis 1945, in der Ribbentrop Außenminister war, war zunächst das Auswärtige Amt dominierend (auch begünstigt durch Goebbels’ Schwächung im Zuge der Baarová-Affäre); mit Beginn des Zweiten Weltkriegs nahm der Einfluss Goebbels’ zu; ab Sommer 1941 war dann überwiegend das Propagandaministerium führend.

## Dienstliche Zugehörigkeit in der Mission
Die PAs waren Bestandteil des diplomatischen Personals der Mission und hatten sich den jeweiligen Gepflogenheiten, diplomatischen Normen und den vom Gastland gesetzten Rahmenbedingungen zu unterwerfen. Ihre Nominierung wurde dem Empfangsstaat entsprechend mitgeteilt und dieser wiederum signalisierte, ob eine Notifizierung vorgesehen oder dann vollzogen war. Bei PA die für mehrere Missionen tätig wurden, war der Hauptsitz für die Zugehörigkeit zu einem Dienstort entscheidend. In der Rangfolge bezüglich des diplomatischen Personals standen sie während eines öffentlichen Auftretens, unabhängig von ihrem wissenschaftlichen Grad, militärischen Rang oder sonstigem Titel, unter dem diplomatischen und konsularischem Personal der Mission, sofern das Protokoll des Empfangsstaats keine anderen Regelungen vorsah.

## Dienstliche Bezeichnungen
Die amtliche Bezeichnung für den PA lautete „Presseattachée bei der Deutschen Botschaft in …“. Im offiziellen Schriftverkehr lautete die Anschrift für Informationen an den PA „Deutsche Botschaft - Der Presse-Attachée“.

## Referenz
- Das Braune Netz – Wie Hitlers Agenten im Auslande arbeiten und den Krieg vorbereiten, Editions du Carrefour, Paris 1935.